# Hypsugo cadornae
Hypsugo cadornae es una especie de murciélago de la familia Vespertilionidae.

## Distribución geográfica
Se encuentra en la  India Laos, Birmania, Tailandia y Vietnam.